# Abominação da desolação

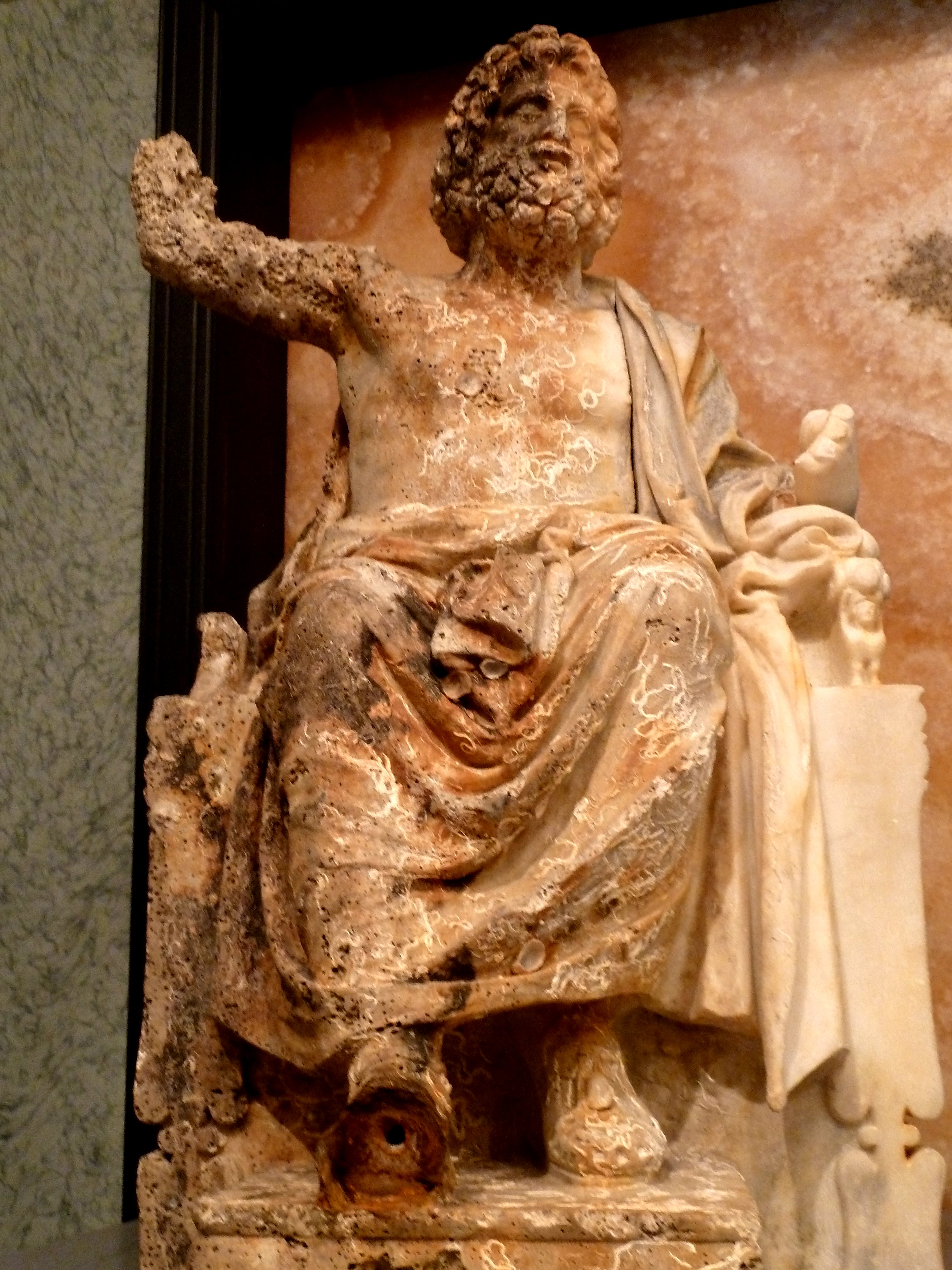
Zeus entronizado (Grego, c. 100 a.C.)

Abominação da desolação é uma frase da visão final de Daniel na Bíblia hebraica (Daniel 11:31), descrevendo os sacrifícios pagãos com os quais o imperador do século II a.C., Antíoco IV Epifânio, substituiu o korban duas vezes ao dia no Segundo Templo, ou o altar de sacrifício no qual tais ofertas eram feitas.
No século I, foi retomado pelos autores dos Evangelhos no contexto da destruição romana de Jerusalém e do Templo no ano 70, com o Evangelho de Marcos colocando a "abominação da desolação" em um discurso de Jesus a respeito da Segunda Vinda. É amplamente aceito que Marcos foi a principal fonte usada pelos autores do Evangelho de Mateus e de Lucas para suas passagens paralelas, com Mateus 24:15–16 adicionando uma referência a Daniel e Lucas 21:20–21 descrevendo os exércitos romanos ("Mas quando você vir Jerusalém cercada por exércitos..."); em todos os três os autores provavelmente tinham em mente um futuro evento escatológico (ou seja, do fim dos tempos) e talvez as atividades de algum anticristo.

## Livro de Daniel

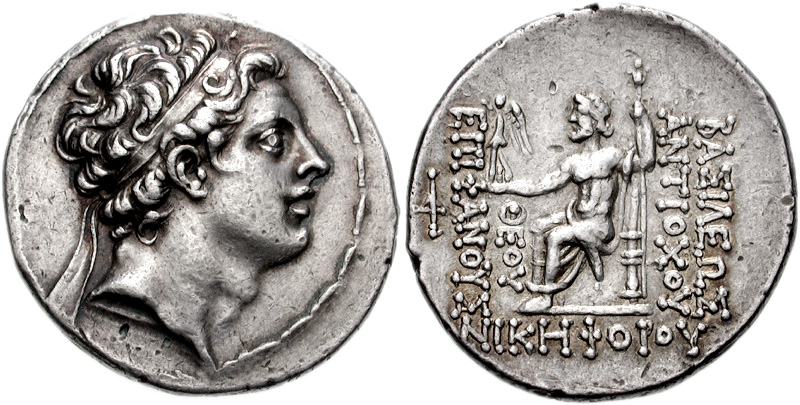
Moeda de Antíoco IV: a inscrição diz "Rei Antíoco, Deus manifesto, portador da vitória"

Os capítulos 1 a 6 do Livro de Daniel originaram-se como uma coleção de literatura oral da Terra de Israel no período helenístico no final do século IV ao início do século III a.C. Naquela época, um cordeiro era sacrificado duas vezes ao dia, de manhã e à noite, no altar do Templo em Jerusalém. Em 167 a.C., Antíoco IV Epifânio, o imperador selêucida, que então governava a Terra de Israel, encerrou a prática. Em reação a isso, os capítulos visionários de Daniel, capítulos 7 a 12, foram adicionados para tranquilizar os judeus de que eles sobreviveriam diante dessa ameaça. Em Daniel 8, um anjo pergunta a outro quanto tempo durará "a transgressão que causa desolação". A Profecia das Setenta Semanas (Daniel 9) fala do "príncipe que há de vir" que "fará cessar o sacrifício e a oferta, e em seu lugar estará uma abominação que desolará". A visão final de Daniel aparece em Daniel 11, onde conta a história do arrogante rei estrangeiro que estabelece a "abominação que causa desolação"; e em Daniel 12, onde o profeta é informado de quantos dias passarão "desde o tempo em que o holocausto regular for tirado e a abominação que causa desolação for estabelecida".
Uma das visões mais antigas e populares era ver na "abominação" uma deformação desdenhosa (ou disfemismo) da divindade cananeia Baalshamin "Senhor do Céu"; Filo de Biblos identificou Baalshamin com Zeus, e como o Templo foi rededicado em homenagem a Zeus de acordo com II Macabeus 6:2, comentaristas mais antigos tendiam a seguir Porfírio de Tiro ao ver a "abominação" em termos de uma estátua de Zeus. Mas recentemente, foi sugerido que a referência é a baetyls , possivelmente de origem meteórica, que eram fixados no altar de sacrifício para adoração, uma vez que o uso de tais pedras é bem atestado nos cultos cananeus e sírios. Ambas as propostas foram criticadas por serem demasiado especulativas, dependentes de análises falhas ou pouco adequadas ao contexto relevante do Livro de Daniel; e estudos mais recentes tendem a ver a "abominação" como uma referência às ofertas pagãs que substituíram a oferta judaica proibida duas vezes por dia (cf. Daniel 11:31, 12:11; 2 Macabeus 6:5), ou ao altar pagão em que tais ofertas eram feitas.

## Novo Testamento

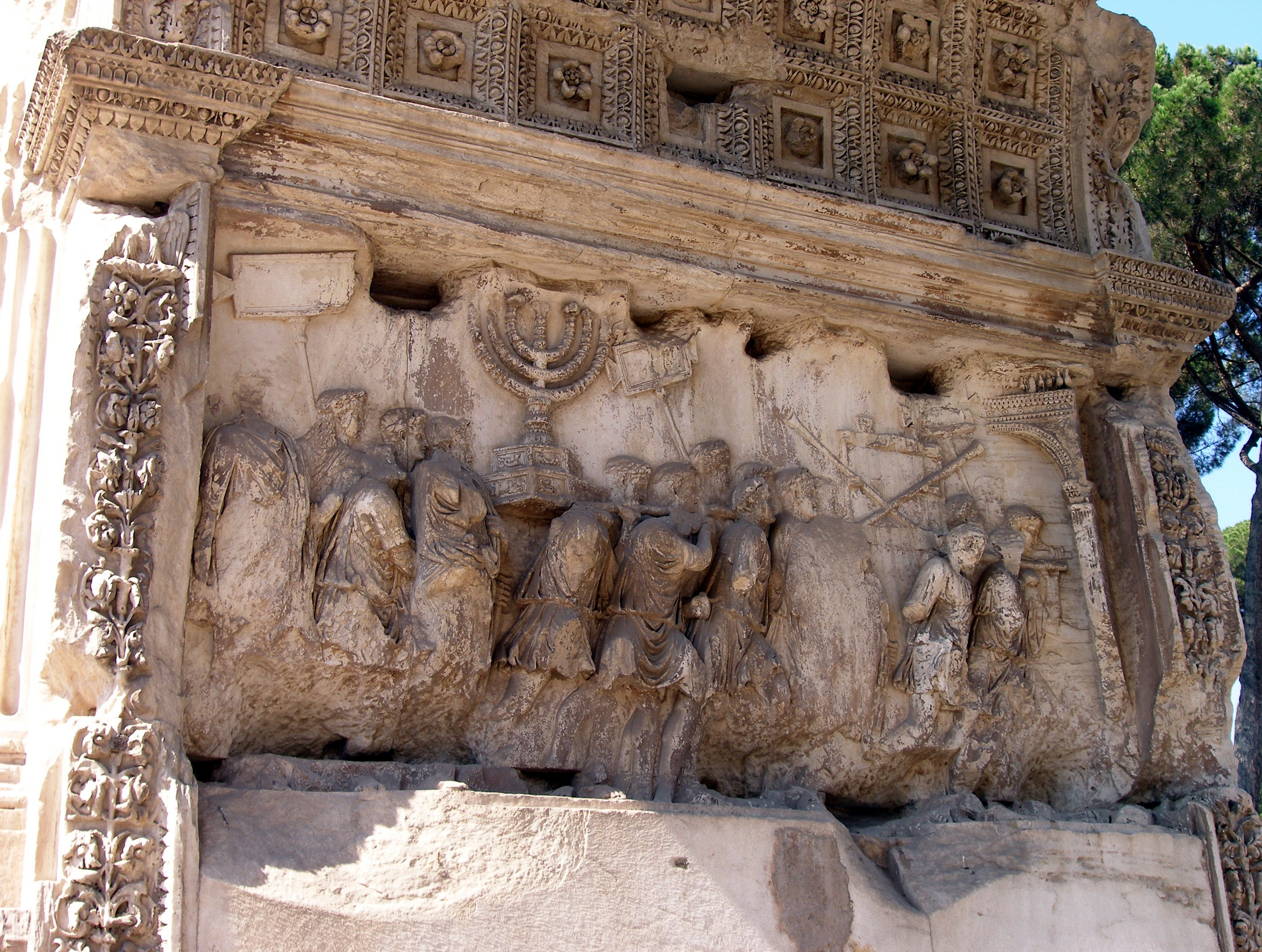
Arco de Tito em Roma, mostrando despojos do Segundo Templo

Em 63 a.C., os romanos capturaram Jerusalém e a Judeia se tornou uma província do Império Romano. Em 66 d.C., os judeus se revoltaram na Primeira Guerra Judaico-Romana. A guerra terminou em 70 d.C., quando as legiões do general romano Tito cercaram e eventualmente capturaram Jerusalém; a cidade e o Templo foram arrasados, e a única habitação no local até o primeiro terço do século seguinte foi um Castro. Foi nesse contexto que os Evangelhos foram escritos; o Evangelho de Marcos por volta de 70 e Mateus e Lucas por volta de 80-85. É quase certo que Marcos foi a fonte usada pelos autores de Mateus e Lucas para suas passagens sobre a "abominação da desolação".
O capítulo 13 do Evangelho de Marcos é um discurso de Jesus sobre o retorno do filho do homem e o advento do Reino de Deus, que será sinalizado pelo aparecimento da "abominação da desolação". Começa com Jesus no templo informando seus discípulos que "não ficará pedra sobre pedra, tudo será derrubado"; os discípulos perguntam quando isso acontecerá, e em Marcos 13:15 , Jesus lhes diz: "[Q]uando virdes a abominação da desolação onde não deve estar (quem lê entenda), então, os que estiverem na Judeia, fujam para os montes". A terminologia de Marcos é extraída de Daniel, mas o autor coloca o cumprimento da profecia nos próximos dias, sublinhando isso em Marcos 13:30 ao declarar que "esta geração não passará sem que todas essas coisas aconteçam". Embora a "abominação" de Daniel fosse provavelmente um altar ou sacrifício pagão, Marcos usa um particípio masculino para "estar de pé", indicando uma pessoa histórica concreta: vários candidatos foram sugeridos, mas o mais provável é Tito.
A maioria dos estudiosos acredita que Marcos foi a fonte usada pelos autores de Mateus e Lucas para suas passagens sobre a "abominação da desolação". Mateus 24:15–16 segue Marcos 13:14 de perto: "Quando, pois, virdes a abominação da desolação, de que falou o profeta Daniel, no lugar santo (quem lê, entenda), então, os que estiverem na Judeia, fujam para os montes"; mas, diferentemente de Marcos, Mateus usa um particípio neutro em vez de um masculino, e identifica explicitamente Daniel como a fonte profética do texto. Lucas 21:20–21 omite completamente a "abominação": "Mas, quando virdes Jerusalém cercada de exércitos, sabei então que a sua desolação se aproxima. Então, os que estiverem na Judeia, fujam para os montes; e os que estiverem dentro da cidade, saiam; e os que estiverem nos campos, não entrem nela." Em todos os três, os autores provavelmente tinham em mente um futuro evento escatológico (isto é, do fim dos tempos) e talvez as atividades de algum anticristo.

## Interpretações esotéricas
É uma expressão encontrada Mateus 24:15 e Marcos 13:14 que se refere à uma "Estela Abominável" de Daniel 8:13, Daniel 9:27, Daniel 11:31 e Daniel 12:11 (vide profecia das setenta semanas).
Essa expressão se refere à transgressão da Lei de Moisés pelos judeus quando estavam sendo levados cativos para a Babilônia. A imagem esculpida mencionadas no Antigo Testamento, é chamada por Estela pelos povos antigos, como os egípcios, e geralmente eram tábuas funerárias que os povos pagãos faziam aos seus deuses.
O povo de Deus estava servindo estelas (imagens esculpidas)  e servindo outros deuses pagãos como a rainha do céu no cativeiro babilônico.
Tanto os profetas Daniel e Jesus, alertaram aos israelitas de seu afastamento de Deus e sobre o Fim dos tempos, como na Profecia das setenta semanas, que é profetizada pelo anjo Gabriel a vinda do Anticristo, que após 62 semanas viria para assolar à humanidade.  Há também um significado em circulos esotéricos de ocultismo, que a Estela do Apocalipse, também conhecida como Estela de Ankh-af-na-Khonsu, estaria repletas de profecias do Anticristo, de acordo com interpretações da religião desenvolvida por Aleister Crowley, chamada Thelema.
De acordo com a Biblia em II Reis 23:13 e I Reis 11:5 pode-se encontrar uma estreita ligação entre os conceitos de idolatria e abominação.
Nos círculos de influência direta do Livro de Daniel, que são os mesmos círculos que deram origem à literatura apocalíptica a expressão foi empregada para designar uma importante concepção escatológica. Pois é somente em um sentido escatológico que a expressão pode ser adequadamente explicada nas passagens do Novo Testamento mencionadas acima.
De acordo com a maioria dos comentaristas modernos, essas passagens são um "apocalipse judaico", que foi reinterpretada pelo cristianismo, como profecia sobre o fim dos tempos, quando o Anticristo (abominação da desolação), virá para assolar à Terra e seus moradores.
Por outro lado, W. C. Allen sustenta que os evangelistas se refeririam à pretensão de Calígula de construir uma estátua sua no Templo de Jerusalém.